# Schlächtenhaus
Schlächtenhaus ist seit dem 1. Januar 1975 ein Ortsteil der Gemeinde Steinen im baden-württembergischen Landkreis Lörrach. Das 7,53 Quadratkilometer umfassende Gemeindegebiet erstreckt sich nordöstlich von Steinen und verbindet über den Scheideckpass das Wiesental mit dem Kandertal.

## Lage und Geografie
Die Gemarkung Schlächtenhaus gliedert sich in die Dorfsiedlung Schlächtenhaus (386 m ü. NHN) und dem östlich benachbarten Hofen, das sich in flacher Hanglage etwas höher befindet (450 m ü. NHN). Weiterhin gehören die Höfe Heuberg (438 m ü. NHN) und Klosterhof (437 m ü. NHN) sowie das Kloster Weitenau (350 m ü. NHN) zur Gemarkung. Das Gemarkungsgebiet grenzt im Norden an Endenburg, im Osten an Weitenau und im Südwesten an Hägelberg, und ist damit fast vollständig von Gemeinden umschlossen, die ebenfalls zu Steinen gehören. Lediglich im Westen gibt es einen wenige Kilometer langen Grenzverlauf mit Kandern.
In Schlächtenhaus vereinigen sich das Aubächle und der Höllbach zum Klosterbach.
Schlächtenhaus liegt rund sechs Kilometer nördlich von Steinen und ist über die Landesstraße L 135 erreichbar, die dem Steinen- und Klosterbach folgt. Die L 135 führt in Schlächtenhaus westwärts über den Scheideckpass nach Kandern. In Schlächtenhaus zweigt die L 136 ostwärts über die Passhöhe Hofener Buck (rund 427 Meter Höhe) und Weitenau ins Kleine Wiesental ab. An der Ostrampe des Scheideckpasses, knapp an der Gemarkungsgrenze auf dem Gebiet von Kandern, liegt der Platzhof, der als Jugendherberge mit Reiterhof betrieben wird.

## Geologie
Von Kandern her zieht eine große Verwerfung wenig südlich am Auhof vorbei und erreicht etwas unterhalb der Schrohmühle das Höllbachtal. Dort wird sie an einer N-S streichenden Querverwerfung etwa 300 m nach S abgelenkt und zieht knapp über Hofen weiter. Sie verlässt die Gemarkung in Richtung Hausen zwischen der Spitzkehre des Platzrüttewegs und dem Eimerlochweg. Diese Verwerfung, die Schwarzwaldsüdrand-Verwerfung, bildet die Grenze zwischen dem Grundgebirgsschwarzwald im N und der Perm-Buntsandstein-Landschaft der Weitenauer Schwarzwaldvorberge.
Nördlich dieser Verwerfung, die im Tertiär im Zusammenhang mit der Rheingrabenbildung und einer alten Störungslinie folgend entstand, ist das Gebiet des sogenannten Schlächtenhaus-Granits. Dieser ist ein weiß- bis rötlichgrauer, feinkörniger Zweiglimmergranit, der in einem bei Schlächtenhaus schmalen Streifen an die Verwerfung anschließt. Am Steinenberg, in der Höllschlucht und bei den untersten Häusern von Endenburg ist man dann bereits im Bereich des Malsburg-Granits, eines mittel- bis grobkörnigen, weiß- bis rötlichgrauen Biotitgranits, in dem auch größere Feldspatkristalle vorkommen. Schlächtenhaus- und Malsburggranit sind Gesteine von Plutonen, die in den älteren Gneis aufgedrungenen und später durch die Abtragung freigelegt wurden.
Eine Besonderheit ist eine etwa ein Quadratkilometer großen Scholle von sehr alten (ordovizischen?) Schiefern, die in der Fachliteratur als Schlächtenhaus-Schiefer-Formation bezeichnet werden. Die im umgebenden Granit „schwimmende“ etwa ein Quadratkilometer große Scholle erstreckt sich über Eimerloch, Blutter Steineberg, Katzhalde und endet im Osten jenseits des Schwammerich-Tälchens. Dort liegt am Lehnackersträßchen auch ein frischerer Steinbruch in diesen dunklen Quarz-Biotit-Schiefern, die zum Teil dicht, also nicht mehr schiefrig sind (Hornfelse). Das dunkle scherbig-plattige Gestein ist auch in dem aufgelassenen Steinbruch am Eimerlochweg kurz nach dem Umsetzermast (alter Standort!) zu sehen. (Dieses Schiefervorkommen erweckte im 19. Jahrhundert die Hoffnung, es könne unter dem Rotliegend Steinkohle anzutreffen sein, was zu mehreren Bohrungen im Rotliegend-Gebiet führte.)

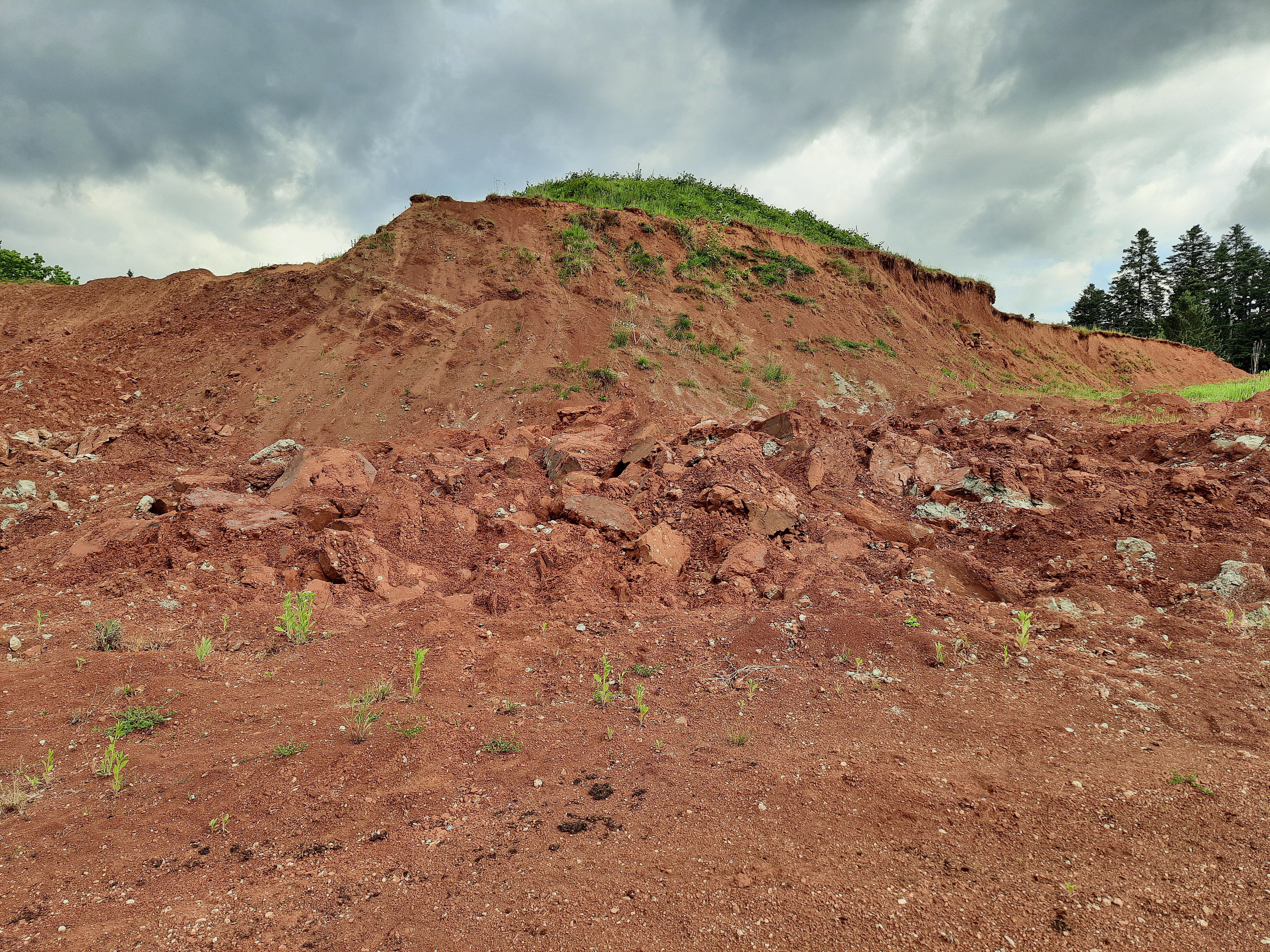
Tongrube Schlächtenhaus Hornacker

Südlich der genannten Schwarzwaldsüdrand-Verwerfung sind wir in der Perm-Buntsandstein-Landschaft des Weitenauer Berglandes. Beim verstärkten Aufsteigen des Schwarzwaldes ab dem Pliozän verharrte hier die vielfach zerbrochene und zertalte Scholle des Deckgebirges der Schopfheimer Bucht in geschützter Tieflage. Der Buntsandstein, der auf dem Südschwarzwald weitgehend der Abtragung anheimgefallen ist, ist hier noch erhalten und bildet südwestlich Schlächtenhaus die etwa 40 m mächtige Deckplatte des Glaserbergs und des Bühls. Auch der Stoffelberg trägt eine kleine Buntsandsteinkappe. Die Buntsandsteintafeln ruhen auf mächtigen Sockeln von bereits im Erdaltertum (im Perm) entstandenen Rotliegend-Schichten, die einen großen Teil der Gemarkung einnehmen. Von der Scheideck bis zum Maiberg begleitet eine sich zwischen Schlächtenhaus und Weitenau deutlich verbreiternde Ausräumungszone den Schwarzwaldsüdrand. Deren Untergrund bilden weiche, leicht abzutragende Rotliegend-Tone, die sich in der Landschaft durch die sanftwelligen Geländeformen und die roten Ackerflächen zu erkennen geben. Von Hofen bis zum Fohrenbühl und vom Tal des Aubächles bis zum Vogelpark haben diese tonig-schluffigen Sedimente zur Rodung und landwirtschaftlichen Nutzung eingeladen. Im Gewann Hornacker werden in der Tongrube Steinen-Schlächtenhaus (Hornacker, RG 8312-3) Feinsedimente in einer Mächtigkeit von 5–7 Meter abgebaut. ⊙

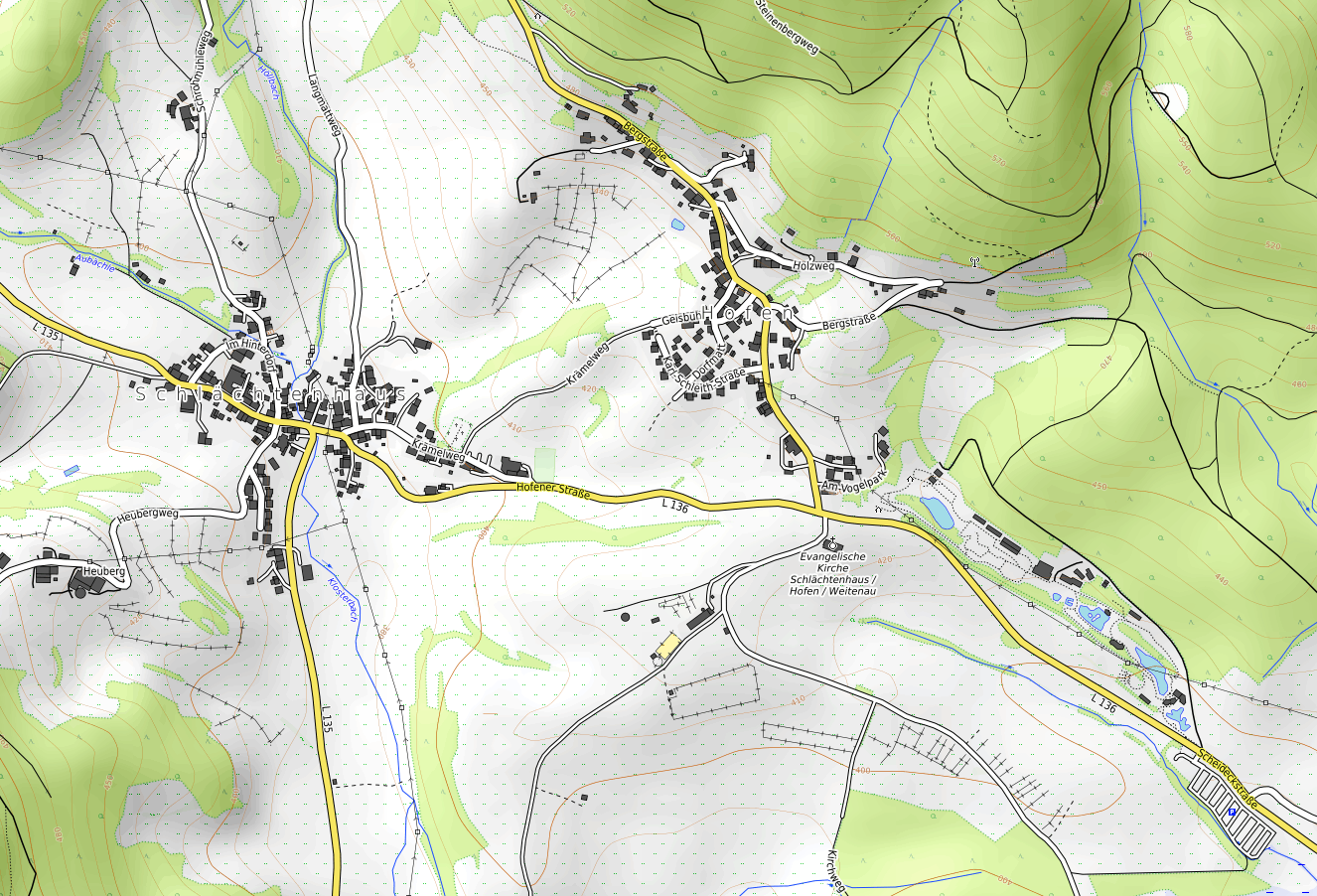
Topographische Karte von Schlächtenhaus und Hofen

Zu den Schichten: Das Rotliegend entstand vor etwa 270 Jahren als Abtragungsschutt eines alten (variszischen) Grundgebirgsmassivs. Unter und über den erwähnten etwa 100 m mächtigen Rotliegendtonen liegen – auch zum Rotliegend gehörend – gröbere Schuttstromablagerungen, die Untere und Obere Schuttfächer-Folge. Bei der Schrohmühle ist in einer Felswand die Untere Schuttfächerfolge gut aufgeschlossen. Man sieht hier auch, wie die Schichten beim Aufsteigen des Schwarzwaldes ein Stück weit hochgeschleppt wurden.
Unter der Buntsandsteintafel des Glaserbergs und am Stoffelberg lagern etwa 100 m feldspatreiche Sandsteine der Oberen Schuttfächerfolge und unmittelbar darüber noch einige Meter Sandsteine, welche neuerdings dem Zechstein zugeordnet werden. Der Buntsandstein ist ein etwa 250 Mio. Jahre altes Schwemmlandsediment (Schichtfluten!), das wie auch das Rotliegend in trocken-heißem Klima entstand. Das Rotliegend in der hiesigen Ausprägung (Fazies) wird als Weitenau-Formation bezeichnet.
Aubächle und Klosterbach haben relativ breite, mit Auenlehm bedeckte Talböden geschaffen. Das Dorf liegt ganz in deren Bereich. Der Höllbach hat sich im harten Grundgebirge schluchtartig eingetieft und gleich beim Eintritt in die Rotliegendschichten einen weiten Talraum geschaffen. Das Tal verengt sich wieder, wo der Bach – jetzt als Klosterbach bezeichnet – etwa 300 m oberhalb des Klosters die weicheren Rotliegend-Tone verlässt und von der widerständigeren Oberen Schuttfächerfolge flankiert wird.

## Geschichte
Die älteste urkundliche Erwähnung des zur Schlächtenhauser Gemarkung gehörenden Klosters Weitenau stammt von 1100.
Im Jahr 1344 wurde der Siedlung erstmals als „die im Tale“ erwähnt. Das Dorf Hofen wurde als „Hovin“ bezeichnet und der Heuberg als „auf dem Hovinberg“. Die vergleichsweise wenigen Nennungen lassen vermuten, dass die Orte erst nach dem Dreißigjährigen Krieg zu einem gewissen Wachstum gekommen sind. Der Name Schlächtenhaus geht auf ein ursprünglich ärmliches Anwesen, ein „schlechtes Haus“, zurück. Schlächtenhaus ist vermutlich eine ehemalige Ausbausiedlung.
Anfang des 14. Jahrhunderts gehörte Schlächtenhaus zur Vogtei und der Landesherrschaft der Markgrafen von Hachberg-Sausenberg, 1503 den Markgrafen von Baden und war Teil der Landgrafschaft Sausenberg. 1809 ging es dem Amt Kandern und 1819 dem Amt Schopfheim über. Seit 1936/39 gehört es zum Landkreis Lörrach.

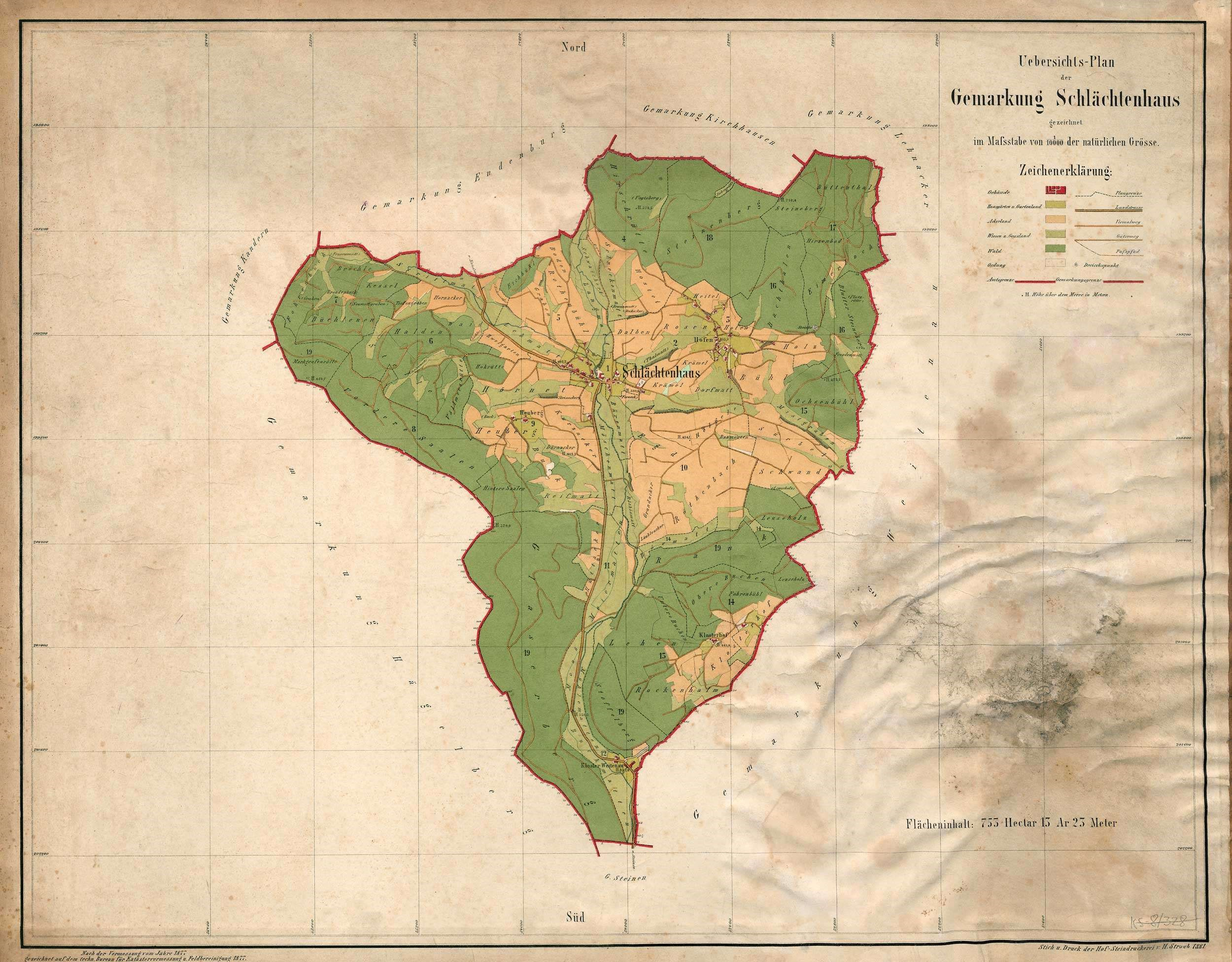
Karte von Schlächtenhaus (1881)

Im Zuge der Badischen Revolution fand am 20. April 1848 das Gefecht auf der Scheideck zwischen Kandern und Schlächtenhaus auf dem Scheideckpass statt. Die Truppen des großherzoglich-badischen Kavallerieoffiziers Heinrich von Hinckeldey legten im Ort eine Pause ein, bevor sie weiter Richtung Steinen zogen.
1890 wurde die Evangelische Kirche (Hofen) auf dem Hofener Buck im neugotischen Stil errichtet, die damit die ehemalige Klosterkirche Weitenau als Gotteshaus für Schlächtenhaus ablöste.
Spätestens seit dem 17. Jahrhundert, aber vermutlich bereits im Mittelalter, wurde bei Schlächtenhaus Kupfererz abgebaut. In der ersten Hälfte des 20. Jahrhunderts wurde die Grube wieder Objekt bergbaulicher Untersuchungen. Das etwa 135 Hektar große Gebiet wurde als „Grube Heidelwerk“ (⊙) erschlossen. Obwohl die Proben ergaben, dass die Grube grundsätzlich rentabel wäre, kam es zu Unstimmigkeiten mit dem Betreiber und dem Badischen Bergbauamt. Mit dem Tod des Betreibers im Oktober 1937 kam der Betrieb zum Erliegen.
Am 1. Januar 1975 wurde Schlächtenhaus im Zuge der Gemeindereform in Baden-Württemberg Teil der neu gebildeten Gemeinde Steinen.

## Politik

### Wappen
Blasonierung: „In Rot zwei schräggekreuzte silberne Schlachtbeile“. Das Wappen wurde von der Gemeinde 1895 angenommen. Die Schlachterbeile erinnern an ein Schlachthaus, das das Kloster Weitenau versorgte. Es soll bis 1802 am Aubächle gestanden haben und mit solchen Beilen verziert gewesen sein.

### Ortschaftsrat

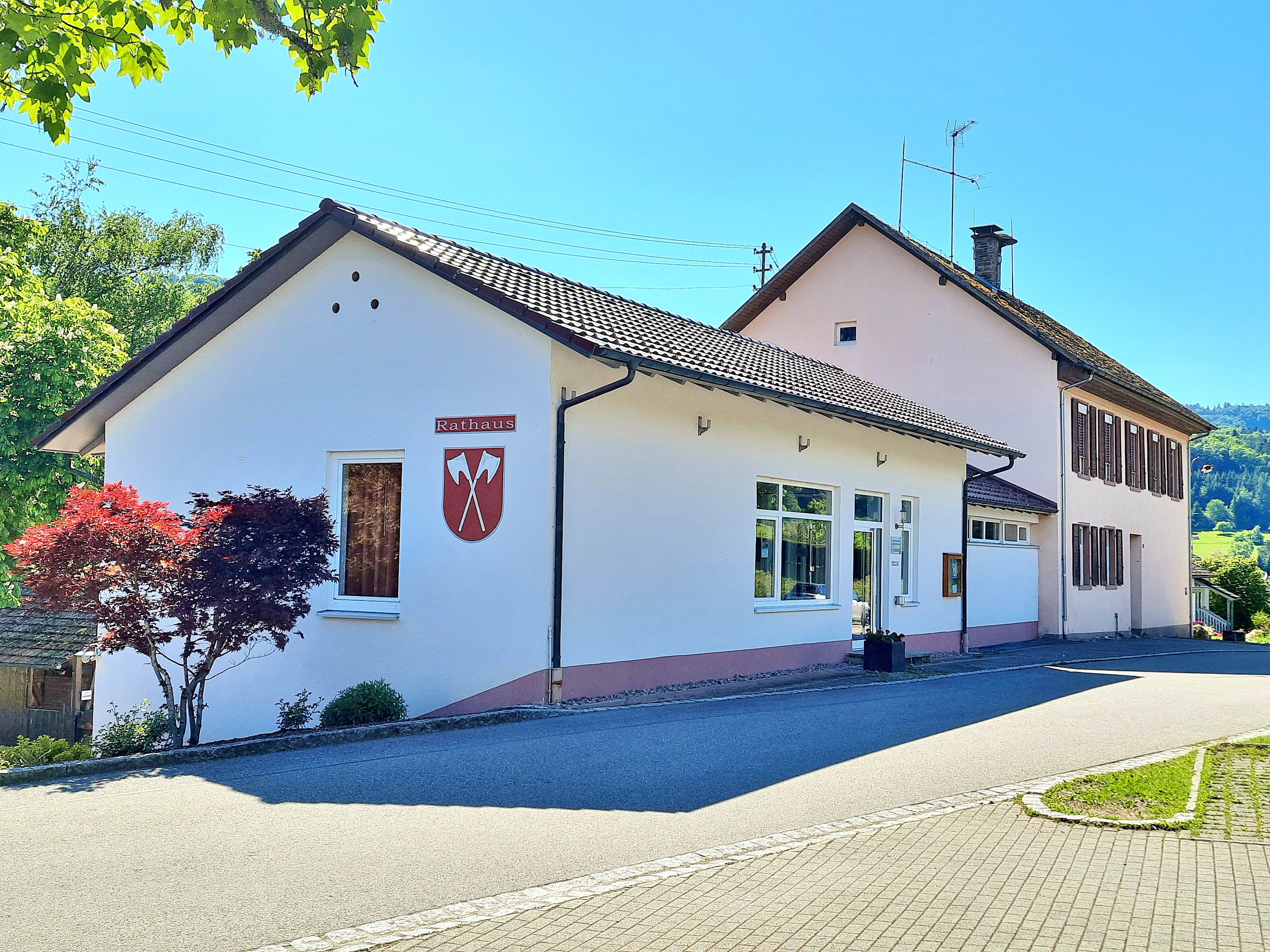
Sitz der Ortsverwaltung Schlächtenhaus

Schlächtenhaus hat einen Ortschaftsrat dem neben dem Ortsvorsteher sechs Mitglieder angehören. Sitz der Ortsverwaltung ist das „Rathaus“ in Schlächtenhaus.

## Bevölkerung

### Einwohnerentwicklung
Die Zahl der Einwohner von Schlächtenhaus entwickelte sich wie folgt:
| Jahr | Einwohner |
| ---- | --------- |
| 1852 | 385       |
| 1871 | 441       |
| 1880 | 435       |
| 1890 | 398       |
| 1900 | 412       |
| 1910 | 376       |
| 1925 | 370       |
| 1933 | 375       |
| 1939 | 369       |

| Jahr | Einwohner |
| ---- | --------- |
| 1950 | 403       |
| 1956 | 377       |
| 1961 | 413       |
| 1970 | 441       |
| 1980 | 420       |
| 1990 | 496       |
| 2007 | 488       |
| 2020 | 495       |
| 2024 | 500       |

### Religion

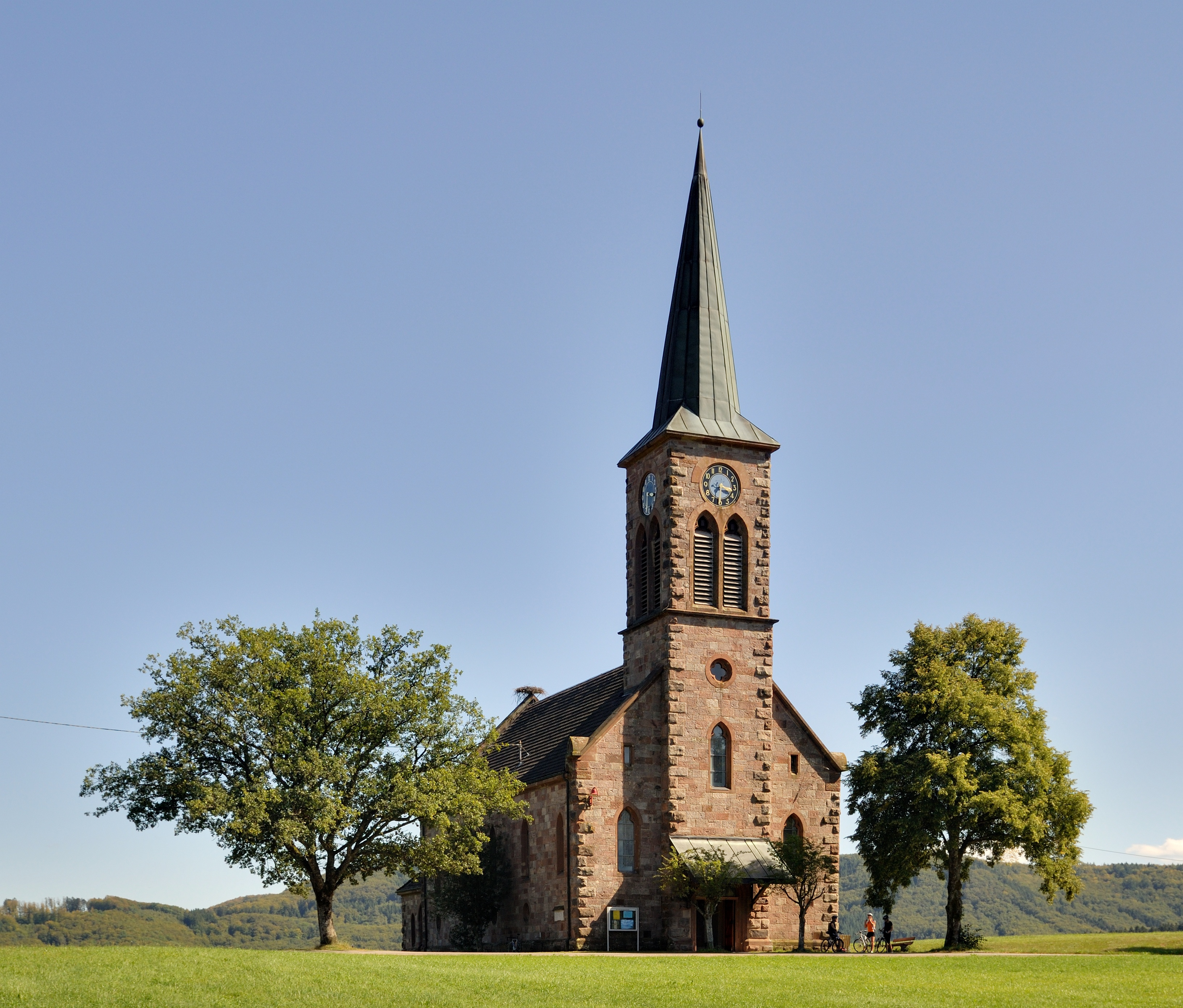
Evangelische Kirche Hofen

Die Zugehörigkeit zu den Religionsgemeinschaften verteilte sich in der Vergangenheit wie folgt:
| Religionszugehörigkeit in Schlächtenhaus | Religionszugehörigkeit in Schlächtenhaus | Religionszugehörigkeit in Schlächtenhaus | Religionszugehörigkeit in Schlächtenhaus |
| Jahr                                     | Religion                                 | Religion                                 | Religion                                 |
| ---------------------------------------- | ---------------------------------------- | ---------------------------------------- | ---------------------------------------- |
|                                          | evangelisch                              | katholisch                               | sonstige                                 |
| 1858                                     | 100,0 %                                  | 0 %                                      | 0 %                                      |
| 1925                                     | 99,2 %                                   | 0,8 %                                    | 0 %                                      |
| 1950                                     | 97,3 %                                   | 0,7 %                                    | 2,0 %                                    |
| 1961                                     | 96,6 %                                   | 2,9 %                                    | 0,5 %                                    |
| 1970                                     | 90,9 %                                   | 5,7 %                                    | 3,4 %                                    |

## Kultur und Sehenswürdigkeiten

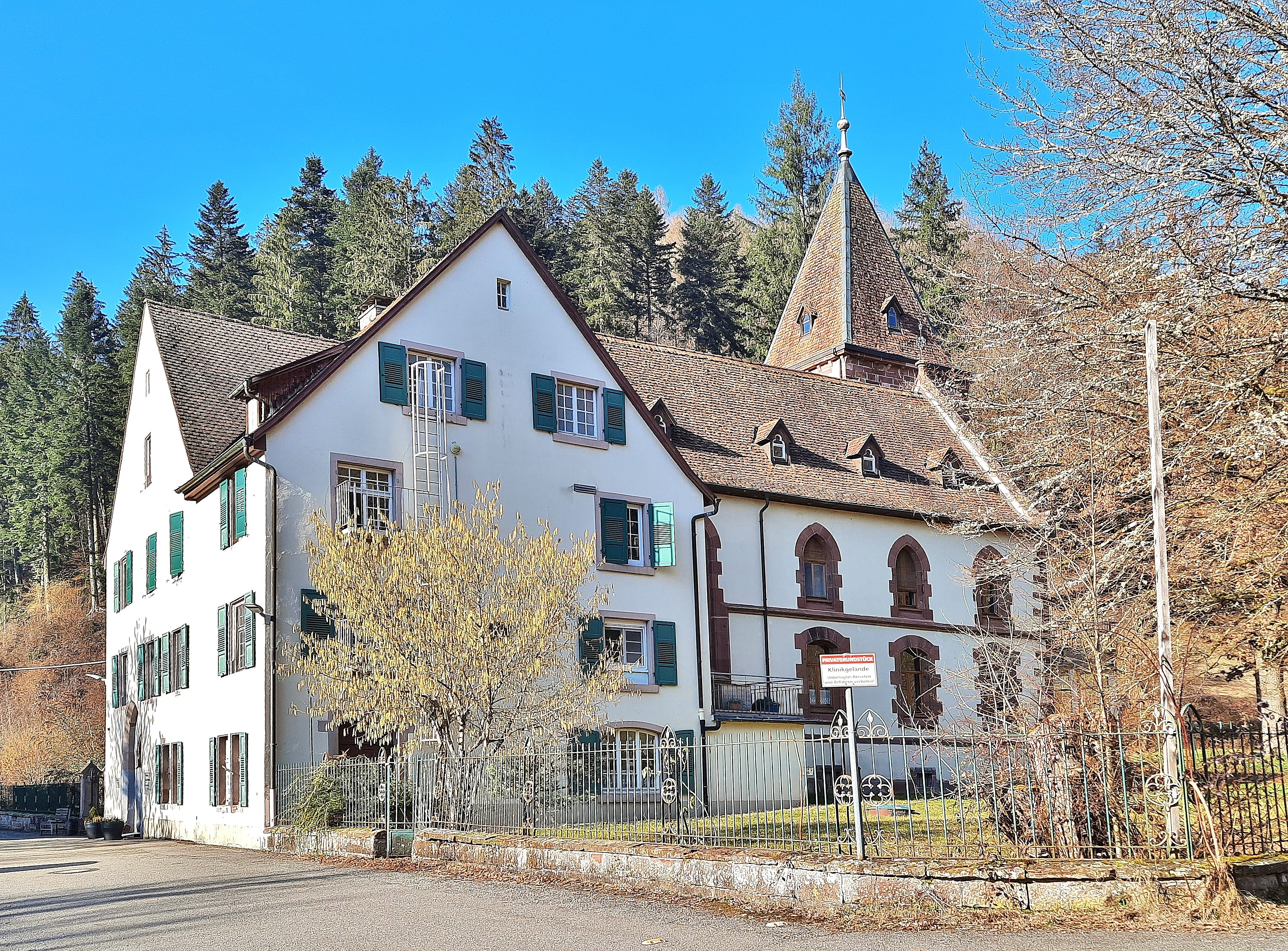
Kloster Weitenau – heute: Fachklinik „Haus Weitenau“.

Auf einer Passhöhe zwischen Schlächtenhaus und Weitenau steht die zu Hofen gehörende Evangelische Kirche, die in den Jahren 1890 bis 1891 im neugotischen Stil errichtet wurde.
Im Jahr 1980 wurde der Vogelpark Steinen eröffnet. Auf einem Gelände von zehn Hektar zeigt der Park 300 Tierarten, insbesondere verschiedene Vogelarten.
Das ehemalige Kloster der Vogtei Weitenau wurde bis Ende des 19. Jahrhunderts für Gottesdienste verwendet, bis es von der Evangelischen Kirche Hofen abgelöst wurde. Es wird seit 1971 nach einem Umbau von einer Fachklinik für Drogen- und Alkoholtherapie verwendet.
In Schlächtenhaus nutzen Vereine und Bevölkerung die 1995 erbaute Steinenberghalle als Versammlungs- und Veranstaltungsort. Dieser beinhaltet auch einen Feuerwehrkameradschaftsraum und beherbergt einen Jugendraum.
Die meisten örtlichen Vereine (Musik-, Gesang- und Frauenverein) verwenden teils offiziell, teils inoffiziell die Bezeichnung „Schlächtenhaus-Hofen“. Sie tragen damit dem Umstand Rechnung, dass die beiden Teile des Ortsteils Schlächtenhaus – was die Bevölkerung angeht – annähernd gleich groß sind.